# Кубок Монтевидео по футболу
Кубок Монтевидео (исп. Copa Montevideo) — международный футбольный турнир, нерегулярно проводившийся во второй половине XX века в столице Уругвая Монтевидео.

## История
Турнир был организован на фоне повышения интереса к футболу в Уругвае, последовавшего после победы национальной сборной на чемпионате мира. Была организована комиссия, куда входил, среди прочих, политик Луис Видаль Саглио. Она постановила создать международное клубное соревнование, куда бы приглашались известные в мире футбольные команды.
Первый розыгрыш Кубка Монтевидео прошёл в 1953 году. В нём приняли участие команды из Уругвая, Чили, Парагвая, Бразилии, Австрии и Югославии. Принципом выбора команд-участниц являлось их якобы «важное» положение в клубном футболе стран. Так, клуб из Австрии «Фёрст Виенна» на момент приглашения лишь пять раз выигрывал местный чемпионат, однако последний сезон завершил в тройке призёров. Первым победителем стал «Насьональ». На турнире, проведённом год спустя, выиграл «Пеньяроль». Эти два розыгрыша некоторыми воспринимаются как предшественники Клубного чемпионата мира.
В 1969 году, спустя 15 лет, турнир вновь был проведён. Организатором выступил аргентинский бизнесмен Самуэль Ратинофф, одним из направлений деятельности которого было создание коммерческих футбольных соревнований в Латинской Америке. Участников было шесть: к двум командам из Уругвая добавились клубы Аргентины, команда из Чехословакии (пражская «Спарта») и СССР (московское «Торпедо»). В таком формате, но с разным составом участников, первенство проводилось ещё два раза. В 1978 году Кубок Монтевидео был проведён в последний раз под названием Кубок города Монтевидео. Участвовали по две команды из Уругвая и Аргентины. Последним победителем первенства стал «Насьональ».

## Розыгрыши
| Год         | Победитель             | Второе место           | Третье место   | Четвёртое место |
| ----------- | ---------------------- | ---------------------- | -------------- | --------------- |
| 1953 Детали | Насьональ (Монтевидео) | Ботафого               | Пеньяроль      | Фёрст Виенна    |
| 1954 Детали | Пеньяроль              | Насьональ (Монтевидео) | Флуминенсе     | Альянса Лима    |
| 1969 Детали | Насьональ (Монтевидео) | Спарта (Прага)         | Велес Сарсфилд | Пеньяроль       |
| 1970 Детали | Насьональ (Монтевидео) | Пеньяроль              | Сан-Лоренсо    | Коринтианс      |
| 1971 Детали | Пеньяроль              | Насьональ (Монтевидео) | Сан-Лоренсо    | Крузейро        |
| 1978 Детали | Насьональ (Монтевидео) | Пеньяроль              | Ривер Плейт    | Бока Хуниорс    |

## Титулы
| Клуб                   | Побед | Годы                  |
| ---------------------- | ----- | --------------------- |
| Насьональ (Монтевидео) | 4     | 1953, 1969, 1970 1978 |
| Пеньяроль              | 2     | 1954, 1971            |

## Лучшие бомбардиры
| Сезон | Игрок                 | Клуб                   | Голы |
| ----- | --------------------- | ---------------------- | ---- |
| 1953  | Ханс Менассе          | Фёрст Виенна           | 4    |
| 1953  | Хулио Перес           | Насьональ (Монтевидео) | 4    |
| 1953  | Дино да Коста         | Ботафого               | 4    |
| 1953  | Жайме                 | Ботафого               | 4    |
| 1953  | Хуан Мануэль Ромай    | Пеньяроль              | 4    |
| 1954  | Оскар Мигес           | Пеньяроль              | 8    |
| 1969  | Даниэль Виллингтон    | Велес Сарсфилд         | 3    |
| 1969  | Вацлав Машек          | Спарта (Прага)         | 3    |
| 1969  | Йозеф Юрканин         | Спарта (Прага)         | 3    |
| 1969  | Хулио Сесар Моралес   | Насьональ (Монтевидео) | 3    |
| 1969  | Хуан Мартин Мухика    | Насьональ (Монтевидео) | 3    |
| 1970  | Луис Кубилья          | Пеньяроль              | 6    |
| 1970  | Луис Артиме           | Насьональ (Монтевидео) | 6    |
| 1971  | Дирсеу Лопес          | Крузейро               | 6    |
| 1978  | Мануэль Де лос Сантос | Насьональ (Монтевидео) | 2    |
| 1978  | Норберто Алонсо       | Ривер Плейт            | 2    |